# Шона Лене
Шона Скотт (англ. Shawna Scott; нар. 14 квітня 1987, Клівленд, Огайо), відома як Шона Лене (англ. Shawna Leneé) — американська порноакторка.

## Біографія
Навчалася в середній школі Мідв'ю, Графтон, Огайо. Першим місцем роботи був фаст-фуд ресторан Wendy's, де вона працювала клерком.
У 18 років приїхала в Лос-Анджелес і потрапила в порноіндустрію.
У 2005 році знялася в першій сцені фільму Service Animals #21. Займалася анальним сексом тільки одного разу зі своїм колишнім, але не виключає повторити це і на зйомках.
В 2008 році з'явилася на обкладинці липневого номера порножурналу Penthouse, ставши також «Кішечкою місяця».
На 2012 рік знялася в 228 порнофільмах.

## Премії і номінації
- 2008 — Dr. Brody's Must-See Girl
- 2008 — Fleshbot's Crush of the Year
- 2008 — June Penthouse Pet of the Month
- 2008 — Twistys Thread of the Month May
- 2008 — The Hottest Girl in Porn (з Jayden Jaymes)
- 2009 — Penthouse Pet of the Year Runner-Up
- 2009 — AVN Award — Nominierung in der Kagegorie: Best Threeway Sex Scene — "Cheerleaders"
- 2009 — AVN Award — Nominierung in der Kagegorie: Best Supporting Actress — "This ain't the Munsters XXX"
- 2010 — AVN Award — неоспівана старлетка року
- 2010 — AVN Award — Nominierung in der Kategorie: Best Solo Sex Scene — "Deviance"
- 2010 — AVN Award — Nominee for Best All-Girl Group Sex Scene — "Babes Illustrated 18"
- 2011 — AVN Award — Nominee for Best All-Girl Three-Way Sex Scene — "This ain't I Dream of Jeannie XXX"
- 2011 — AVN Award — Nominee for Most Outrageous Sex Scene — "Rocco's Bitch Party 2"